# 인디펜던트 필름 컴퍼니
인디펜던트 필름 컴퍼니 (IFC)는 AMC네트웍스가 소유하고 뉴욕에 본사를 둔 미국의 영화 제작 및 배급 회사이다. AMC의 TV 네트워크인 IFC (당시 인디펜던트 필름 채널로 알려짐)의 분사로 설립되었으며, 원래 이름은 IFC 필름스였다.
주로  독립 영화를 배급하고, 선댄스 셀렉츠 레이블로 엄선된 외국 영화 및 다큐멘터리를 배급하며, 셔더와 공동으로 장르 영화를 배급한다. IFC 센터를 운영하고 있다.

## 역사
인디펜던트 필름 채널, 또는 줄여서 IFC는 1997년 영화 배급 레이블인 넥스트 웨이브 필름스를 통해 영화 사업에 처음 진출했다. 이 레이블은 2002년 폐쇄되어 IFC 자체에 통합되었다. IFC는 또한 1997년 3월 자체 장편 영화 프로젝트를 제작하기 위해 영화 회사인 IFC 프로덕션스를 설립했다. 1999년 1월 18일, IFC는 자체 영화 프로젝트를 시작하는 영화 레이블 아젠다 2000을 출시했으며, 이 영화들은 IFC에서 세계 초연되었다.

2000년부터 2025년까지 사용된 로고

2000년 9월 26일, IFC는 뉴마켓 필름스와 나중에 픽처하우스의 설립자로 활동한 밥 버니가 이끌게 될 자체 장편 영화 사업부인 IFC 필름스를 출범했다.
IFC는 케이블 TV 페이퍼뷰, 애플 아이튠즈, 그리고 이전에 블록버스터의 무비링크를 통해 주문형 비디오(VOD) 분야에서 여러 사업을 진행하고 있다. 2002년, IFC 필름스는 MGM 홈 엔터테인먼트와 계약을 맺어 극장 개봉 영화를 홈 비디오로 출시했으며, 레인보우 미디어와 체결한 계약의 일환으로 2006년에는 IFC의 오리지널 TV 쇼와 함께 지니어스 프로덕츠로 옮겨졌다.
2006년, IFC는 IFC 퍼스트 테이크를 출시하여 제한적인 극장 개봉과 동시에 주문형 비디오를 제공했다. 포함된 영화는 IFC 소유의 IFC 센터 및 다른 극장에서 상영될 예정이었으며, 랜드마크 극장이 처음으로 발표된 외부 극장이었다. 같은 해, 2006년 IFC 필름스는 일부 영화를 애플 아이튠즈에 배급하기 시작했다. 첫 번째 영화는 필름 인디펜던트 스피릿 어워드에 후보로 오른 13편의 영화였다. 2008년 3월 패널 토론에서 IFC 필름의 아리안나 보코는 모든 영화가 퍼스트 테이크를 통해 출시될 것이라고 밝혔다. 같은 해, IFC는 미국에서 극장 개봉이 예정되지 않은 영화를 위한 주문형 비디오 배급 플랫폼인 IFC 페스티벌 다이렉트를 출시했다. 2010년에는 IFC 필름스가 공포, SF, 스릴러, 에로틱 아트하우스, 액션 영화 배급에 중점을 둘 IFC 미드나이트라는 부서를 출범할 것이라고 발표되었다.
2009년, IFC는 MPI 미디어 그룹 및 크라이테리온 컬렉션과 홈 비디오 계약을 체결했다.
2014년까지 IFC 네트워크는 독립 영화에서 코미디 프로그램으로 초점을 바꾸는 대대적인 개편을 단행했으며, "인디펜던트 필름 채널"이라는 전체 이름을 완전히 단계적으로 폐지했다. 그럼에도 불구하고 IFC 필름스는 독립 영화에 계속 집중했다.
2015년 2월, 샤우트! 스튜디오의 스크림 팩토리는 IFC 필름스와 계약을 맺고 IFC 미드나이트 레이블의 영화를 출시했다. 여기에는 바바둑 및 백컨트리 등의 블루레이 및 DVD 출시가 포함되었다.
2015년 5월 27일, IFC 필름스는 파라마운트 홈 미디어 디스트리뷰션과 또 다른 홈 비디오 배급 계약을 체결했다.
2018년 7월 30일, AMC네트웍스는 AMC 또는 로버트 L. 존슨이 소유하지 않은 나머지 RLJE 주식에 대해 5900만 달러를 지불하여 RLJ 엔터테인먼트를 인수하기로 최종 계약에 도달했다. 이 거래는 10월 31일 RLJ 엔터테인먼트 주주들에 의해 승인되었고, AMC네트웍스는 11월 1일 인수를 완료했다. RLJ 엔터테인먼트는 AMC네트웍스의 비공개 자회사가 되었고, 존슨과 그의 계열사는 17%의 지분을 소유하게 되었다. IFC 필름스의 자매 회사인 RLJ 엔터테인먼트는 2021년 12월부터 영화의 홈 비디오 배급을 담당했다.
2025년 5월 6일, IFC 필름스는 IFC 역두문자어를 포함하는 이름인 인디펜던트 필름 컴퍼니로 이름을 변경하고, 모회사는 AMC네트웍스 엔터테인먼트 그룹에서 IFC 엔터테인먼트 그룹으로 변경한다고 발표했다. 인디펜던트 필름 컴퍼니는 새로운 로고를 공개했으며, 비스티 보이즈의 애덤 "애드-록" 호로비츠가 작곡한 음악이 특징인 화면 로고 애니메이션도 함께 공개했다.

## 같이 보기
- 스크림 팩토리
- 미드나이트 무비스